# Persone di nome Francesco/Pittori
| Questa pagina contiene informazioni ricavate automaticamente dalle voci biografiche con l'ausilio del template Bio e di un bot. L'aggiornamento è periodico e automatico e ricostruisce completamente la pagina. Se manca una persona in questa lista, sei pregato di non aggiungerla, ma accertati piuttosto che la sua voce biografica contenga il template Bio e che i dati anagrafici siano correttamente compilati. Se il template Bio manca, inseriscilo tu stesso o, in alternativa, metti l'avviso {{tmp\|Bio}} che ne segnala la mancanza. Se i dati riportati sono sbagliati, correggi direttamente la voce biografica; le modifiche saranno visibili in questa lista entro pochi giorni. Per chiarimenti vedi il progetto antroponimi. La lista contiene solo le 256 persone che sono citate nell'enciclopedia e per le quali è stato implementato correttamente il template Bio. Pagina aggiornata al 6 ago 2025. |

Questa è una lista di persone presenti nell'enciclopedia che hanno il nome Francesco e sono pittori.

## A(12)
- Francesco Albani, pittore italiano (Bologna, n. 1578 - Bologna, † 1660)
- Francesco Alberi, pittore italiano (Rimini, n. 1765 - Bologna, † 1836)
- Francesco Alberti, pittore italiano
- Francesco Albotto, pittore italiano (Venezia - Venezia, † 1757)
- Francesco Alesi, pittore italiano (Alcamo, n. 1873)
- Francesco Allegrini, pittore italiano (Gubbio, n. 1587 - Roma, † 1663)
- Francesco Saverio Altamura, pittore, scrittore e patriota italiano (Foggia, n. 1822 - Napoli, † 1897)
- Francesco Anguilla, pittore italiano (Lucca)
- Francesco Apollodoro, pittore italiano (Porcia, n. 1531 - Padova, † 1612)
- Francesco Appiani, pittore italiano (Ancona, n. 1704 - Perugia, † 1792)
- Francesco Arata, pittore e architetto italiano (Castelleone, n. 1890 - Castelleone, † 1956)
- Francesco Aviani, pittore italiano (Venezia, n. 1662 - Vicenza, † 1715)

## B(22)
- Francesco Ballesio, pittore italiano (Torino, n. 1860 - Tivoli, † 1923)
- Francesco Battaglioli, pittore italiano (Modena - Venezia)
- Francesco Beccaruzzi, pittore italiano (Conegliano - Treviso)
- Francesco Bedeschini, pittore, incisore e architetto italiano (L'Aquila - L'Aquila)
- Francesco Benaglio, pittore italiano (Verona)
- Francesco Bianchi Buonavita, pittore italiano (Firenze, n. 1593 - Certaldo, † 1658)
- Francesco Maria Bianchi, pittore italiano (n. 1689 - Velate, † 1757)
- Francesco Bianchi, pittore italiano (Ferrara, n. 1447 - † 1510)
- Francesco Bissolo, pittore italiano (Treviso - Venezia, † 1554)
- Francesco Boccaccino, pittore italiano (Cremona - Cremona)
- Francesco Boldrini, pittore italiano (Firenze, n. 1584 - Firenze, † 1648)
- Francesco Bonetti, pittore italiano (Zogno - Bergamo)
- Francesco Bonsignori, pittore italiano (Verona - Caldiero, † 1519)
- Francesco Borgani, pittore e restauratore italiano (Pomponesco - Mantova, † 1624)
- Francesco Boschi, pittore e presbitero italiano (Firenze, n. 1619 - Firenze, † 1675)
- Francesco Botti, pittore italiano (Firenze, n. 1640 - Firenze, † 1711)
- Francesco Botticini, pittore e artigiano italiano (Firenze, n. 1446 - Firenze, † 1498)
- Francesco Brea, pittore italiano (Nizza, n. 1495 - Nizza, † 1562)
- Francesco Brici, pittore italiano (Santarcangelo di Romagna, n. 1870 - Rimini, † 1950)
- Francesco Brina, pittore italiano (n. 1529 - † 1586)
- Francesco Brizio, pittore e incisore italiano (Bologna - Bologna, † 1623)
- Cecco del Caravaggio, pittore italiano

## C(38)
- Francesco Caccianemici, pittore italiano (Bologna)
- Francesco Caccianiga, pittore e incisore italiano (Milano, n. 1700 - Roma, † 1781)
- Francesco Cagnola, pittore italiano
- Francesco Cairo, pittore italiano (Milano, n. 1607 - Milano, † 1665)
- Calandrino, pittore italiano (Firenze - Firenze, † 1318)
- Francesco Caldei, pittore italiano (Mantova - Venezia, † 1674)
- Francesco Campora, pittore italiano (Rivarolo Ligure, n. 1693 - Genova, † 1763)
- Francesco Capella, pittore italiano (Venezia, n. 1711 - Bergamo, † 1784)
- Francesco Capelli, pittore italiano (Sassuolo)
- Francesco Caputo, pittore e miniatore italiano (Napoli)
- Francesco Cardillo, pittore italiano (Messina - Messina, † 1607)
- Francesco Carini, pittore italiano (Castelnuovo Bocca d'Adda, n. 1883 - Caspoggio, † 1959)
- Francesco Carrega, pittore italiano (Porto Maurizio, n. 1706 - Porto Maurizio, † 1781)
- Francesco Casanova, pittore italiano (Londra, n. 1727 - Mödling, † 1803)
- Francesco Castiglione, pittore italiano (Mantova, n. 1641 - Genova, † 1716)
- Francesco Costanzo Catanio, pittore italiano (Ferrara, n. 1602 - Ferrara, † 1665)
- Francesco Caucig, pittore e disegnatore sloveno (Gorizia, n. 1755 - Vienna, † 1828)
- Francesco Cavagna, pittore italiano (Bergamo)
- Francesco Cavazzoni, pittore italiano (Bologna, n. 1559 - † 1612)
- Francesco Chiarottini, pittore, architetto e incisore italiano (Cividale del Friuli, n. 1748 - Cividale del Friuli, † 1796)
- Francesco Chiusuri, pittore italiano (Imola - Imola, † 1729)
- Francesco Cicino, pittore italiano (Caiazzo)
- Francesco Clemente, pittore e disegnatore italiano (Napoli, n. 1952)
- Francesco Cocchi, pittore e scenografo italiano (Budrio, n. 1788 - Bologna, † 1865)
- Francesco Coghetti, pittore italiano (Bergamo, n. 1802 - Roma, † 1875)
- Francesco Colelli, pittore italiano (Nicastro, n. 1734 - Zagarise, † 1820)
- Francesco Comandè, pittore italiano (Messina, n. 1568 - Messina)
- Francesco Paolo Como, pittore e scultore italiano (Taranto, n. 1888 - Roma, † 1973)
- Francesco Conti, pittore italiano (Firenze, n. 1682 - Firenze, † 1760)
- Francesco Contrafatto, pittore, scultore e scenografo italiano (Catania, n. 1928 - Catania, † 2015)
- Francesco Coppola Castaldo, pittore italiano (Napoli, n. 1847 - Napoli, † 1916)
- Francesco Antonio Coratoli, pittore italiano (Monteleone di Calabria, n. 1671 - Monteleone di Calabria, † 1722)
- Francesco Corneliani, pittore italiano (Milano, n. 1740 - Milano, † 1815)
- Francesco Cozza, pittore italiano (Stignano, n. 1605 - Roma, † 1682)
- Francesco Crivelli, pittore italiano (Milano)
- Francesco Cungi, pittore italiano (Sansepolcro)
- Francesco Curia, pittore italiano (n. 1538 - Napoli, † 1608)
- Francesco Curradi, pittore italiano (Firenze, n. 1570 - Firenze, † 1661)

## D(23)
- Francesco Bassano il Vecchio, pittore italiano (Bassano del Grappa - † 1539)
- Francesco D'Amore, pittore e incisore italiano (Roma, n. 1929 - Sansepolcro, † 1990)
- Francesco Bassano, pittore italiano (Bassano del Grappa, n. 1549 - Venezia, † 1592)
- Francesco De Angelis, pittore italiano
- Francesco Maria De Benedictis, pittore italiano (Guardiagrele, n. 1800 - Milano, † 1872)
- Francesco De Grandi, pittore italiano (Palermo, n. 1968)
- Francesco De Mura, pittore italiano (Napoli, n. 1696 - Napoli, † 1782)
- Francesco De Nicola, pittore e scultore italiano (Musellaro, n. 1882 - Napoli, † 1961)
- Francesco De Rocchi, pittore italiano (Saronno, n. 1902 - Milano, † 1978)
- Francesco Del Casino, pittore italiano (Siena, n. 1944)
- Francesco Denanto, pittore e ebanista italiano
- Francesco Di Bartolo, pittore e incisore italiano (Catania, n. 1826 - Catania, † 1913)
- Francesco Di Maria, pittore italiano (Napoli, n. 1623 - Napoli, † 1690)
- Francesco Didioni, pittore italiano (Milano, n. 1839 - Stresa, † 1895)
- Francesco Domenighini, pittore italiano (Breno, n. 1860 - Bergamo, † 1950)
- Pesellino, pittore e miniatore italiano (Firenze - † 1457)
- Francesco d'Agnolo, pittore italiano (Firenze - † 1551)
- Francesco d'Antonio da Viterbo, pittore italiano
- Francesco di Simone da Santacroce, pittore italiano (San Pellegrino Terme - Venezia, † 1508)
- Francesco Rizzo da Santacroce, pittore italiano (San Pellegrino Terme - Venezia)
- Francesco Salviati, pittore italiano (Firenze, n. 1510 - Roma, † 1563)
- Francesco del Cossa, pittore e scultore italiano (Ferrara, n. 1436 - Bologna, † 1478)
- Francesco di Pellegrino, pittore e decoratore italiano (Firenze - Parigi, † 1552)

## F(26)
- Francesco Fabbri, pittore italiano (Pieve di Cento, n. 1876 - Pieve di Cento, † 1962)
- Francesco Fabi, pittore italiano (Soave - † 1621)
- Francesco Fanelli, pittore italiano (Livorno, n. 1869 - Bagno a Ripoli, † 1924)
- Francesco Fedeli detto il Maggiotto, pittore e fisico italiano (Venezia, n. 1738 - Venezia, † 1805)
- Francesco Fedeli, pittore italiano (Milano, n. 1911 - Varese, † 1998)
- Francesco Ferdinandi, pittore italiano (Milano, n. 1679 - Roma, † 1740)
- Francesco Ferranti, pittore italiano (Tolentino, n. 1873 - Tolentino, † 1951)
- Francesco Ferrari, pittore italiano (Fratta Polesine, n. 1634 - Ferrara, † 1708)
- Francesco Fidanza, pittore italiano (Roma, n. 1747 - Milano, † 1819)
- Francesco Filippini, pittore italiano (Brescia, n. 1853 - Milano, † 1895)
- Francesco Paolo Finocchiaro, pittore italiano (Randazzo, n. 1868 - Taormina, † 1947)
- Francesco Floriani, pittore e architetto italiano (Udine)
- Francesco Fontebasso, pittore italiano (Venezia, n. 1707 - Venezia, † 1769)
- Francesco Foschi, pittore italiano (Ancona, n. 1710 - Roma, † 1780)
- Francesco Fracanzano, pittore italiano (Monopoli, n. 1612 - Napoli, † 1656)
- Francesco de' Franceschi, pittore italiano
- Francesco da Montereale, pittore italiano (Montereale - L'Aquila, † 1541)
- Francesco da Milano, pittore italiano
- Francesco da Rimini, pittore italiano
- Francesco di Antonio di Bartolomeo, pittore italiano (Firenze - Firenze)
- Francesco da Urbino, pittore italiano (Urbino, n. 1545 - Madrid, † 1582)
- Francesco Francia, pittore, orafo e medaglista italiano (Zola Predosa - Bologna, † 1517)
- Franciabigio, pittore italiano (Firenze, n. 1484 - Firenze, † 1525)
- Francesco Frigimelica il Vecchio, pittore italiano (Belluno)
- Francesco Frigimelica il Giovane, pittore italiano (Belluno, n. 1630 - Belluno, † 1699)
- Francesco Furini, pittore italiano (Firenze, n. 1603 - Firenze, † 1646)

## G(15)
- Francesco Napoletano, pittore italiano (Napoli - Venezia, † 1501)
- Francesco Gai, pittore, scultore e architetto italiano (Roma, n. 1835 - Roma, † 1917)
- Francesco Gamba, pittore italiano (Torino, n. 1818 - Torino, † 1887)
- Francesco Gandolfi, pittore italiano (Chiavari, n. 1824 - Genova, † 1873)
- Francesco Ghittoni, pittore italiano (Rizzolo, n. 1855 - Piacenza, † 1928)
- Francesco Gioli, pittore italiano (San Frediano a Settimo, n. 1846 - Firenze, † 1922)
- Francesco Antonio Giorgioli, pittore svizzero (Meride, n. 1655 - Meride, † 1725)
- Francesco Giugno, pittore italiano (Brescia, n. 1577 - Mantova, † 1621)
- Francesco Gnecchi, pittore e numismatico italiano (Milano, n. 1847 - Roma, † 1919)
- Francesco Gonin, pittore e incisore italiano (Torino, n. 1808 - Giaveno, † 1889)
- Francesco Gramignani Arezzi, pittore italiano (Palermo, n. 1700)
- Francesco Granacci, pittore italiano (Villamagna di Volterra, n. 1469 - Firenze, † 1543)
- Francesco Guadagnino, pittore italiano (Canicattì, n. 1755 - Canicattì, † 1829)
- Francesco Gualtieri, pittore italiano (Schio - Schio, † 1565)
- Francesco Guardi, pittore italiano (Venezia, n. 1712 - Venezia, † 1793)

## H(1)
- Francesco Hayez, pittore italiano (Venezia, n. 1791 - Milano, † 1882)

## I(1)
- Francesco Inverni, pittore e artista italiano (Poggio a Caiano, n. 1935 - † 1991)

## J(2)
- Francesco Jacovacci, pittore italiano (Roma, n. 1838 - Roma, † 1908)
- Francesco Jerace, pittore e scultore italiano (Polistena, n. 1853 - Napoli, † 1937)

## L(11)
- Francesco Antonio Lapegna, pittore italiano (Barletta, n. 1769 - Napoli, † 1817)
- Francesco Lauri, pittore italiano (n. 1610 - † 1635)
- Francesco di Alessandro Leoncini, pittore italiano (Pistoia - Pistoia, † 1647)
- Francesco Liani, pittore italiano (Borgo San Donnino - Napoli, † 1780)
- Francesco Livi, pittore italiano (Gambassi Terme)
- Francesco Lojacono, pittore italiano (Palermo, n. 1838 - Palermo, † 1915)
- Francesco Lola, pittore italiano
- Francesco Londonio, pittore italiano (Milano, n. 1723 - Milano, † 1783)
- Francesco Longo Mancini, pittore italiano (Catania, n. 1880 - Roma, † 1954)
- Francesco Lorenzi, pittore italiano (Mazzurega, n. 1723 - Verona, † 1787)
- Francesco Lupi, pittore e decoratore italiano (San Martino della Pontonara, n. 1897 - Ferrara, † 1960)

## M(29)
- Cecco Bravo, pittore italiano (Firenze, n. 1601 - Innsbruck, † 1661)
- Francesco Maffei, pittore italiano (Vicenza - Padova, † 1660)
- Francesco Malacrea, pittore austriaco (Trieste, n. 1812 - Trieste, † 1886)
- Francesco Malerba, pittore e decoratore italiano (Milano, n. 1880 - Milano, † 1926)
- Francesco Mancini Ardizzone, pittore italiano (Acireale, n. 1863 - Acireale, † 1948)
- Francesco Mancini, pittore italiano (Sant'Angelo in Vado, n. 1679 - Roma, † 1758)
- Francesco Mancini, pittore italiano (Napoli, n. 1830 - Napoli, † 1905)
- Francesco Manno, pittore e architetto italiano (Palermo, n. 1752 - Roma, † 1831)
- Francesco Mantegna, pittore italiano (Mantova - Mantova)
- Francesco Marcoleoni, pittore italiano (Verona)
- Francesco Marmitta, pittore e miniatore italiano (Parma - Parma, † 1505)
- Francesco Mastellari, pittore italiano (Bologna, n. 1828 - Bologna, † 1901)
- Francesco Mati, pittore italiano (Firenze, n. 1561 - Firenze, † 1623)
- Francesco Antonio Mayerle, pittore boemo (Praga, n. 1710 - Vercelli, † 1782)
- Francesco Mazzuoli, pittore e restauratore italiano (Siena, n. 1763 - Siena, † 1839)
- Francesco Melanzio, pittore italiano (Montefalco, n. 1465 - † 1526)
- Francesco Melzi, pittore italiano (Milano, n. 1491 - Vaprio d'Adda, † 1567)
- Francesco Menzio, pittore italiano (Tempio Pausania, n. 1899 - Torino, † 1979)
- Francesco Menzocchi, pittore italiano (Forlì, n. 1502 - Forlì, † 1574)
- Francesco Saverio Mercaldi, pittore, poeta e scrittore italiano (Gagliano del Capo, n. 1844 - Gagliano del Capo, † 1923)
- Francesco Paolo Michetti, pittore, fotografo e politico italiano (Tocco da Casauria, n. 1851 - Francavilla al Mare, † 1929)
- Francesco Migliori, pittore italiano (Venezia - Venezia)
- Francesco Mingucci, pittore e cartografo italiano (Pesaro)
- Francesco Montemezzano, pittore italiano (Verona, n. 1555 - † 1600)
- Francesco Monti, pittore italiano (Brescia, n. 1646 - Piacenza, † 1703)
- Francesco Monti, pittore e disegnatore italiano (Bologna, n. 1685 - Brescia, † 1768)
- Francesco Morelli, pittore e incisore francese
- Francesco Morone, pittore italiano (Verona - Verona, † 1529)
- Francesco Mosso, pittore italiano (Torino, n. 1848 - Rivalta di Torino, † 1877)

## N(7)
- Francesco Nappi, pittore italiano (Milano - Roma, † 1630)
- Francesco Nasini, pittore italiano (Piancastagnaio, n. 1611 - Castel del Piano, † 1695)
- Francesco Nazzaro, pittore italiano (Napoli, n. 1921 - Marano di Napoli, † 2009)
- Francesco Nenci, pittore italiano (Anghiari, n. 1782 - Siena, † 1850)
- Francesco di Neri da Volterra, pittore italiano (Volterra)
- Francesco Netti, pittore e letterato italiano (Santeramo in Colle, n. 1832 - Santeramo in Colle, † 1894)
- Francesco Fieravino, pittore italiano (Malta, n. 1611 - Roma, † 1654)

## O(4)
- Francesco di Oberto, pittore italiano
- Francesco Ognibene, pittore e incisore italiano (Palermo, n. 1785 - Palermo, † 1837)
- Francesco Oliva, pittore italiano (Napoli, n. 1807 - † 1861)
- Francesco Olivucci, pittore e incisore italiano (Forlì, n. 1899 - Forlì, † 1985)

## P(17)
- Francesco Pagano, pittore italiano
- Francesco Paglia, pittore e critico d'arte italiano (Brescia, n. 1635 - Brescia, † 1714)
- Francesco Paolo Palizzi, pittore italiano (Vasto, n. 1825 - Napoli, † 1871)
- Francesco Palvisino, pittore italiano (Putignano)
- Francesco Patanè, pittore e scultore italiano (Acireale, n. 1902 - Acireale, † 1980)
- Francesco Pavona, pittore italiano (Udine, n. 1692 - † 1777)
- Francesco Perotti, pittore italiano (Verona, n. 1907 - Ancona, † 1955)
- Francesco di Pesello, pittore italiano
- Francesco Pesenti, pittore italiano (Sabbioneta, n. 1515 - Cremona, † 1563)
- Francesco Piazza, pittore, incisore e poeta italiano (Venezia, n. 1931 - Treviso, † 2007)
- Francesco Pittoni, pittore italiano (Venezia, n. 1645 - Venezia, † 1724)
- Francesco Podesti, pittore italiano (Ancona, n. 1800 - Roma, † 1895)
- Francesco Polazzo, pittore italiano (Venezia, n. 1682 - Venezia, † 1752)
- Francesco Prata da Caravaggio, pittore italiano (Caravaggio, n. 1485)
- Francesco Primaticcio, pittore, architetto e decoratore italiano (Bologna, n. 1504 - Parigi, † 1570)
- Francesco Paolo Prisciandaro, pittore italiano (Terlizzi, n. 1874 - Napoli, † 1946)
- Francesco Puddu, pittore italiano (Cagliari - † 1979)

## Q(1)
- Francesco Quaini, pittore italiano (Bologna, n. 1611 - Bologna, † 1680)

## R(4)
- Francesco Maria Raineri, pittore italiano (Schivenoglia, n. 1676 - Mantova, † 1758)
- Francesco Ruschi, pittore italiano (Roma, n. 1598 - Treviso, † 1661)
- Francesco Rustici, pittore italiano (Siena, n. 1592 - † 1626)
- Francesco Maria Róndani, pittore italiano (Parma, n. 1490 - Parma, † 1550)

## S(15)
- Francesco Sartorelli, pittore italiano (Cornuda, n. 1856 - Udine, † 1939)
- Francesco Savanni, pittore italiano (Brescia, n. 1724 - Brescia, † 1772)
- Francesco Scaini, pittore italiano (Goito, n. 1907 - Milano, † 1976)
- Francesco Scala, pittore italiano (Adria, n. 1643 - Ferrara, † 1698)
- Francesco Scaramuzza, pittore e poeta italiano (Sissa, n. 1803 - Parma, † 1886)
- Francesco Signorelli, pittore italiano (Cortona - Cortona, † 1553)
- Francesco Simonini, pittore italiano (Parma, n. 1686 - Venezia)
- Francesco Solimena, pittore e architetto italiano (Canale di Serino, n. 1657 - Barra, † 1747)
- Francesco Sozzi, pittore italiano (Palermo, n. 1732 - Palermo, † 1795)
- Francesco Speranza, pittore italiano (Bitonto, n. 1902 - Bari, † 1984)
- Francesco Spezzino, pittore italiano (La Spezia - Genova, † 1579)
- Francesco Squarcione, pittore e collezionista d'arte italiano (Padova, n. 1397 - † 1468)
- Francesco Stella, pittore, scenografo e decoratore italiano (Roma, n. 1862 - Buenos Aires, † 1940)
- Francesco Stringa, pittore italiano (Modena, n. 1635 - Modena, † 1709)
- Francesco Susinno, pittore, biografo e presbitero italiano (Messina - Messina)

## T(11)
- Francesco Tabusso, pittore italiano (Sesto San Giovanni, n. 1930 - Torino, † 2012)
- Francesco Tacconi, pittore italiano (Cremona)
- Francesco Tartagnini, pittore italiano
- Francesco Terzi, pittore italiano (Bergamo, n. 1523 - Roma, † 1591)
- Francesco Tironi, pittore italiano
- Francesco da Tolentino, pittore italiano (Tolentino)
- Francesco Torbido, pittore italiano (Venezia, n. 1482 - Verona, † 1562)
- Francesco Traini, pittore italiano
- Francesco Trevisani, pittore italiano (Capodistria, n. 1656 - Roma, † 1746)
- Francesco Trivellini, pittore italiano (Bassano del Grappa, n. 1660 - Bassano del Grappa, † 1738)
- Francesco Trombadori, pittore italiano (Siracusa, n. 1886 - Roma, † 1961)

## U(1)
- Bacchiacca, pittore italiano (Borgo San Lorenzo, n. 1494 - Firenze, † 1557)

## V(10)
- Francesco Vaccaro, pittore, incisore e intagliatore italiano (Bologna)
- Francesco Vaccaro, pittore italiano (Caltagirone, n. 1808 - Caltagirone, † 1882)
- Francesco Vaccarone, pittore, scultore e incisore italiano (La Spezia, n. 1940 - La Spezia, † 2024)
- Francesco Valaperta, pittore italiano (Milano, n. 1836 - Milano, † 1908)
- Francesco Vanni, pittore e incisore italiano (Siena, n. 1564 - Siena, † 1610)
- Francesco di Vannuccio, pittore italiano (Siena)
- Francesco Vecellio, pittore italiano († 1560)
- Francesco Vellani, pittore italiano (Modena, n. 1689 - Modena, † 1768)
- Francesco Verla, pittore italiano (Villaverla, n. 1470 - Rovereto, † 1521)
- Francesco Vinea, pittore italiano (Forlì, n. 1845 - Firenze, † 1902)

## Z(6)
- Francesco Zaganelli, pittore italiano (Cotignola - Ravenna, † 1532)
- Francesco Zanin, pittore italiano (Nove, n. 1824 - Venezia, † 1884)
- Francesco Zerilli, pittore italiano (Palermo, n. 1793 - Palermo, † 1837)
- Francesco Zuccarelli, pittore italiano (Pitigliano, n. 1702 - Firenze, † 1788)
- Francesco Zucco, pittore italiano (Bergamo - Bergamo, † 1627)
- Francesco Zugno, pittore italiano (Venezia, n. 1709 - † 1787)